# Raymond E. Baldwin
Raymond E. Baldwin (Rye, 1893. augusztus 31. – Fairfield, 1986. október 4.) az Amerikai Egyesült Államok szenátora (Connecticut, 1946–1949).